# NGC 7189
NGC 7189 је спирална галаксија у сазвежђу Водолија која се налази на NGC листи објеката дубоког неба.
Деклинација објекта је + 0° 34' 17" а ректасцензија 22h 3m 15,9s. Привидна величина (магнитуда) објекта NGC 7189 износи 13,5 а фотографска магнитуда 14,3. NGC 7189 је још познат и под ознакама UGC 11882, MCG 0-56-7, CGCG 377-17, IRAS 22007+0019, PGC 67934.